# 訃報 2013年2月
訃報 2013年2月（ふほう 2013ねん2がつ）では、2013年2月に物故した、又は物故が報じられた人物についてまとめる。

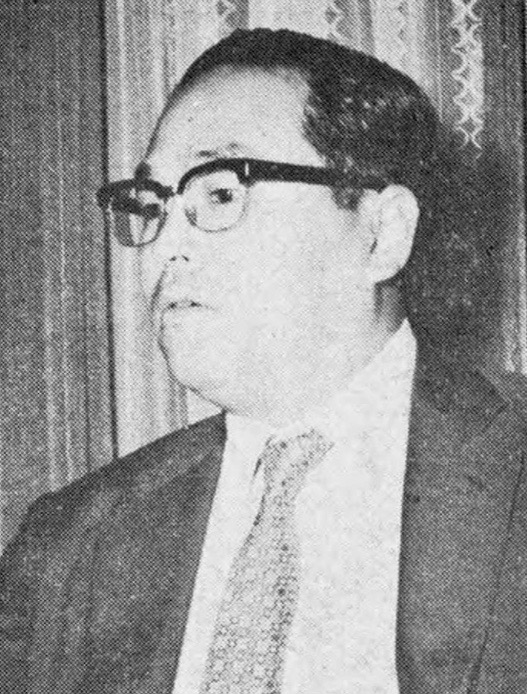
塩路一郎／2月1日没

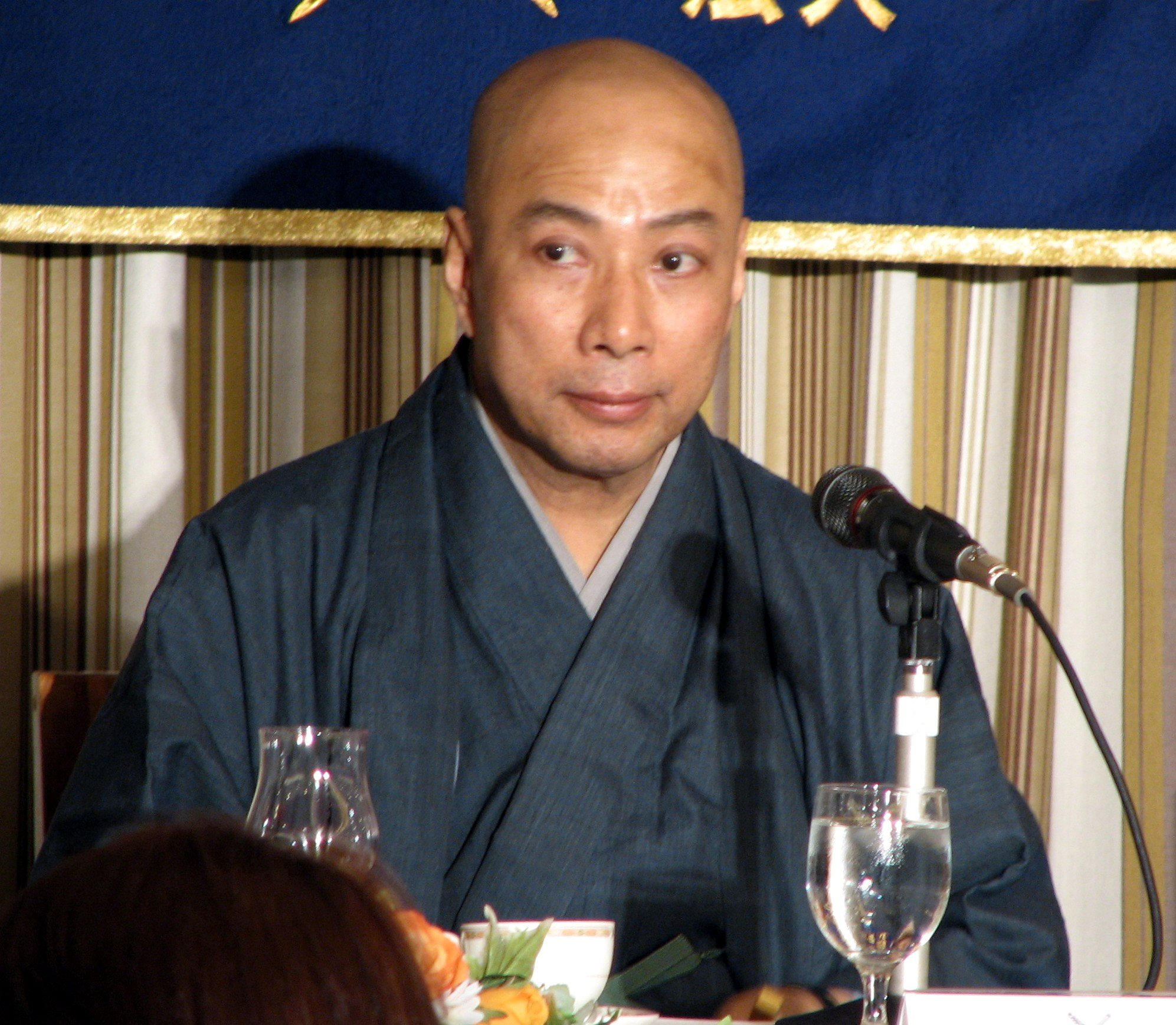
十二世市川團十郎／2月3日没

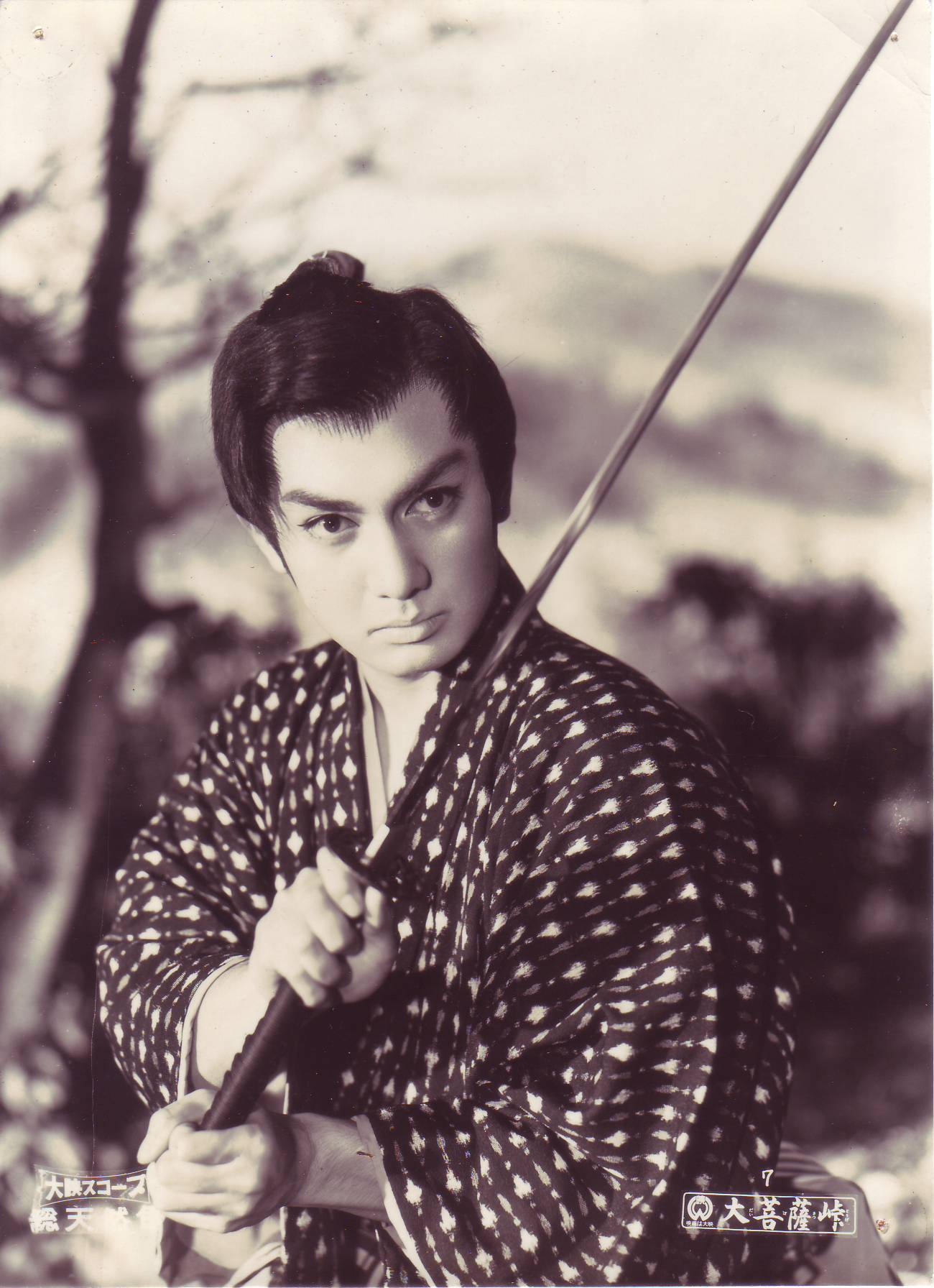
本郷功次郎／2月14日没

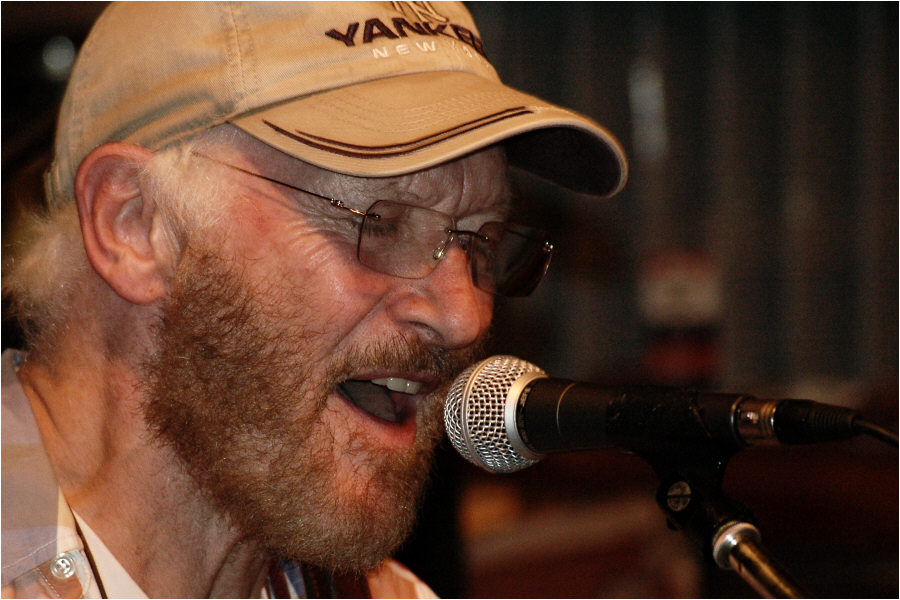
トニー・シェリダン／2月16日没

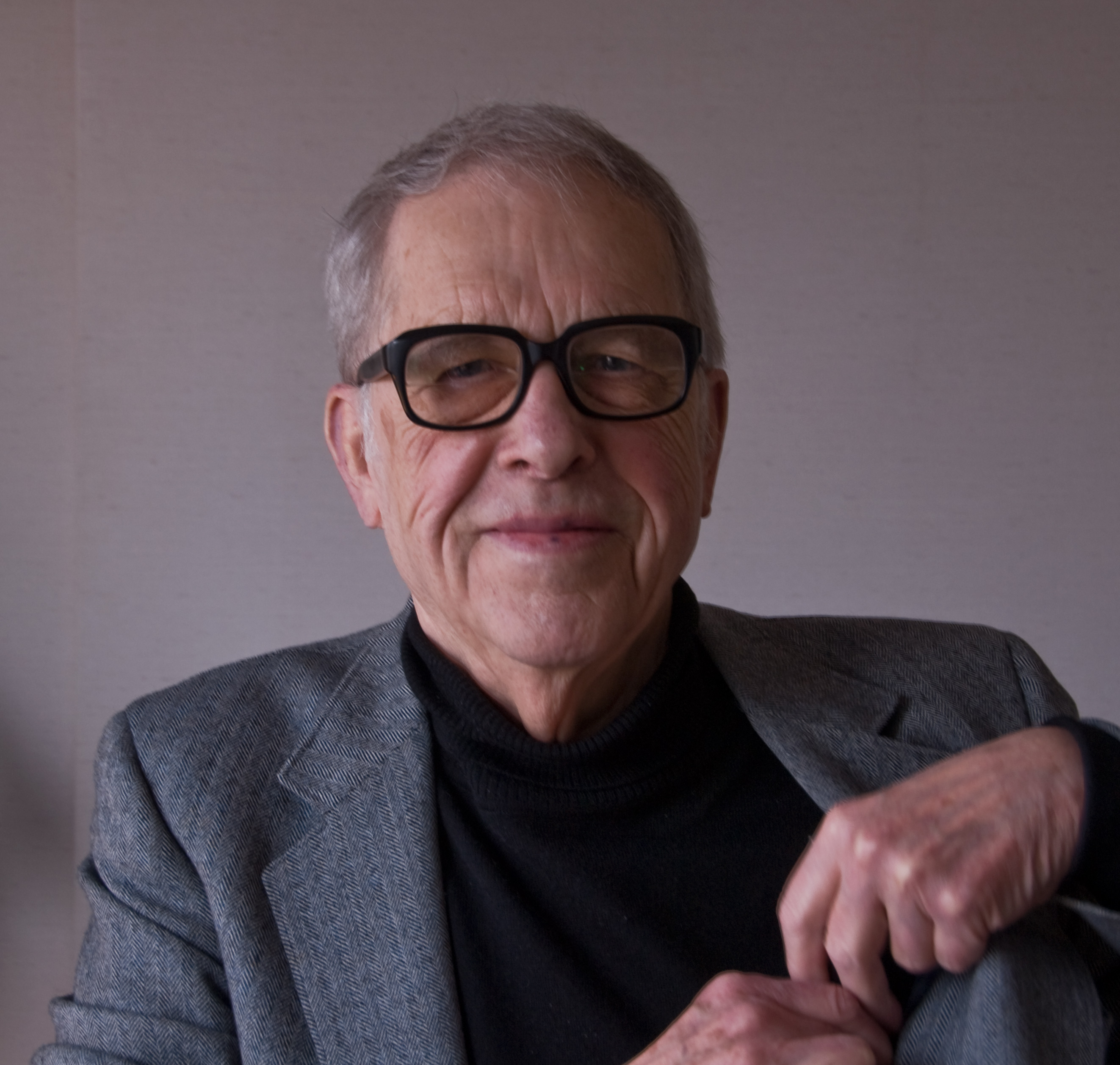
ドナルド・リチー／2月19日没

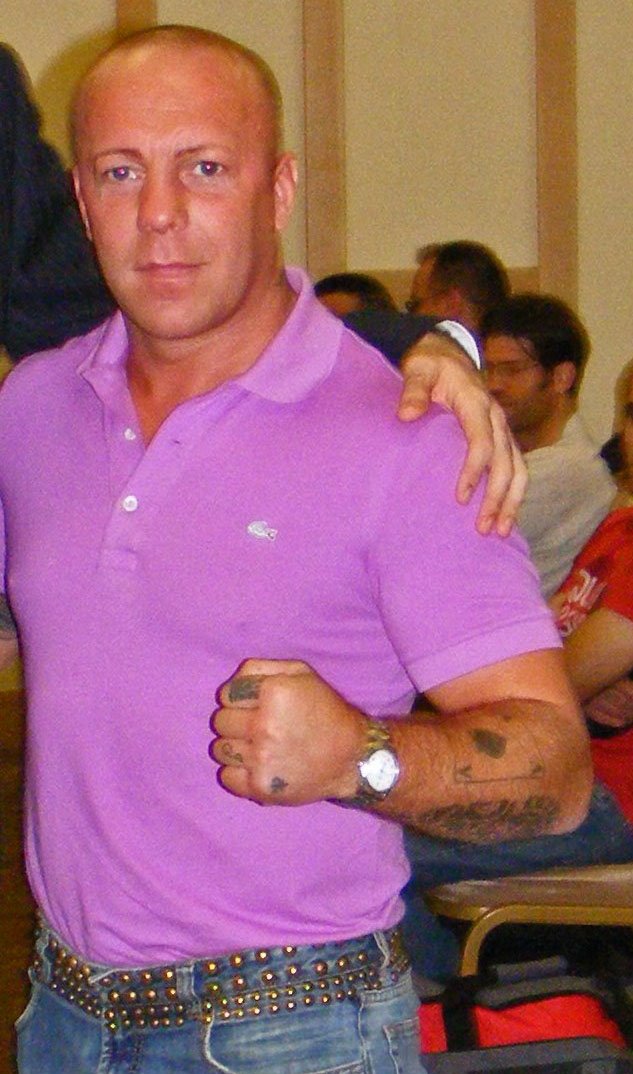
ラモン・デッカー／2月27日没

## 1日 - 14日
- 2月上旬 - 今邑彩、日本のミステリー作家（* 1955年）[1]
- 2月1日 - 24代式守伊之助、日本の元大相撲立行司（* 1919年）[2]
- 2月1日 - 高山栄一、日本の実業家、元東京会館社長（* 1919年?）[3]
- 2月1日 - エドワード・コッチ、アメリカ合衆国の政治家、元アメリカ合衆国下院議員、元ニューヨーク市長（* 1924年）[4]
- 2月1日 - 森川保治、日本の政治家、奈良県大和高田市長（* 1924年）[5]
- 2月1日 - 塩路一郎、日本の労働運動家、元自動車総連会長（* 1927年）[6]
- 2月2日 - 三世杵屋五三郎、日本の邦楽家、長唄三味線方（* 1918年）[7]
- 2月2日 - 福沢文雄、日本の工学者、京都大学名誉教授（* 1926年?）[8]
- 2月2日 - 山岡ミチコ、日本の平和運動家、広島原爆被爆体験証言者（* 1930年）[9]
- 2月2日 - 国松達也、日本の映画プロデューサー（* 1960年）[10]
- 2月2日 - 友章、日本のミュージシャン、AIR-G'のラジオパーソナリティ（* 1964年）[11]
- 2月3日 - 高橋昇、日本の工学者、山梨大学名誉教授、豊橋技術科学大学名誉教授（* 1913年?）[12]
- 2月3日 - オスカー・フェルツマン、ロシア連邦（ウクライナ出身）の作曲家（* 1921年）[13]
- 2月3日 - 牛島俊郎、日本の実業家、元三菱地所副社長（* 1925年?）[14]
- 2月3日 - 十二世市川團十郎、日本の俳優、歌舞伎役者（* 1946年）[15]
- 2月4日 - 藤城継夫、日本の能楽研究家（* 1922年）[16]
- 2月4日 - 園部泰寿、日本の建築学者、筑波大学名誉教授（* 1930年?）[17]
- 2月5日 - スチュアート・フリーボーン、イギリスのメイクアップアーティスト（* 1914年）[18]
- 2月5日 - 古久保泰石、日本の書家、読売書法会董事、日展会員（* 1922年）[19]
- 2月6日 - 今尾哲也、日本の演劇研究家、玉川大学名誉教授（* 1931年）[20]
- 2月6日 - 西ゆうじ、日本の漫画家、作家（* 1953年）[21]
- 2月7日 - 岩淵達治、日本のドイツ文学者、学習院大学名誉教授、演劇評論家、演出家、劇作家（* 1927年）[22]
- 2月7日 - 安藤達己、日本の映画監督（* 1938年）[23]
- 2月8日 - 牧祥三、日本のドイツ語学者、大阪外国語大学元学長（* 1907年）[24]
- 2月8日 - 陣崎克博、日本のアメリカ文学者、広島大学名誉教授（* 1927年）[25]
- 2月8日 - 江副浩正、日本の実業家、リクルート創業者（* 1936年）[26]
- 2月8日 - ジェームズ・デプリースト、アメリカ合衆国の指揮者（* 1936年）[27]
- 2月9日 - 福田敬子、日本の柔道家（* 1913年）[28]
- 2月9日 - 高野悦子、日本の映画運動家、岩波ホール元総支配人（* 1929年）[29]
- 2月10日 - 高橋一朗、日本の実業家、元電通副社長（* 1923年?）[30]
- 2月10日 - 鳥取滋治郎、日本の実業家、高円宮妃久子の父（* 1924年）[31]
- 2月10日 - 荘則棟、中国の卓球選手、ピンポン外交の立役者（* 1940年）[32]
- 2月10日 - 桜井郁三、日本の政治家、元自民党衆議院議員（* 1944年）[33]
- 2月11日 - 鳩山安子、日本の社会活動家【日本友愛協会名誉会長】、鳩山威一郎（元外務大臣）夫人（* 1922年）[34]
- 2月11日 - 殊能将之、日本の推理作家（* 1964年）[35]
- 2月12日 - 北野祐次、日本の実業家、関西スーパーマーケット創業者（* 1924年）[36]
- 2月12日 - 内田勇夫、日本の元官僚、科学技術庁元事務次官、宇宙開発事業団元理事長（* 1931年）[37]
- 2月13日 - 東條由布子、日本の著述家、東条英機の孫（* 1939年）[38]
- 2月13日 - 星野勇次、日本の実業家、元大昭和製紙取締役（* 1940年?）[39]
- 2月14日 - 鳥越信、日本の児童文学研究者（* 1929年）[40]
- 2月14日 - ロナルド・ドウォーキン、アメリカ合衆国の法哲学者（* 1931年）[41]
- 2月14日 - 中嶋嶺雄、日本の政治学者、東京外国語大学元学長（* 1936年）[42]
- 2月14日 - 本郷功次郎、日本の俳優（* 1938年）[43]
- 2月14日 - 岡本蛍光、日本の書家、毎日書道展審査会員（* 1955年）[44]

## 15日 - 28日
- 2月15日 - 伊藤旺、日本の実業家、元松坂屋社長（* 1934年?）[45]
- 2月15日 - 矢田桂雪、日本の書家、毎日書道会参事（* 1935年）[46]
- 2月16日 - トニー・シェリダン、イギリスのシンガーソングライター、ギタリスト（* 1940年）[47]
- 2月17日 - 岩田慶治、日本の文化人類学者、国立民族学博物館名誉教授（* 1922年）[48]
- 2月17日 - リチャード・ブライアーズ、イギリスの俳優（* 1934年）[49]
- 2月17日 - 山川皓、日本の実業家、元井村屋製菓社長（* 1937年?）[50]
- 2月17日 - 池田東陽、日本のアニメプロデューサー（* 1974年）[51]
- 2月17日 - ミンディ・マクレディ、アメリカ合衆国のカントリー・ミュージック歌手（* 1975年）[52]
- 2月18日 - 小林吉彦、日本の実業家、元フジサンケイグループ代表、元ニッポン放送会長（* 1920年）[53]
- 2月18日 - オトフリート・プロイスラー、ドイツの児童文学者（* 1923年）[54]
- 2月18日 - 白保台一、日本の政治家、元公明党衆議院議員（* 1942年）[55]
- 2月18日 - 吉田幹則、日本の実業家、福島放送会長（* 1942年）[56]
- 2月18日 - ケヴィン・エアーズ、イギリスのミュージシャン、ソフト・マシーンの創立メンバーの一人（* 1944年）[57]
- 2月18日 - デーモン・ハリス（英語版）、アメリカ合衆国のソウル歌手、テンプテーションズ元メンバー（* 1950年）[58]
- 2月18日 - 山岡経助、日本の実業家、日進製作所社長（* 1952年?）[59]
- 2月18日 - 本多知恵子、日本の声優、女優（* 1963年）[60]
- 2月19日 - ドナルド・リチー、アメリカ合衆国出身の映画批評家、映画監督（* 1924年）[61]
- 2月19日 - ロバート・リチャードソン、アメリカ合衆国の物理学者（* 1937年）[62]
- 2月20日 - 水木儀三、日本の実業家、元伊予銀行頭取（* 1928年）[63]
- 2月20日 - サイクロン・ネグロ、ベネズエラ出身のプロレスラー（* 1932年）[64]
- 2月20日 - 飯野賢治、日本の実業家、ゲームクリエイター（* 1970年）[65]
- 2月21日 - 川橋猛、日本の実業家、元NEC副社長、元東洋通信機社長（* 1921年）[66]
- 2月21日 - 前田金五郎、日本の国文学者（近世文学専攻）（* 1920年）[67]
- 2月21日 - 大木吉甫、日本のフランス文学者、日本工業大学名誉教授、東京学芸大学名誉教授（* 1925年）[68]
- 2月21日 - 山田勝久、日本の医師、横浜南共済病院名誉院長、横浜DeNAベイスターズチームドクター（* 1931年?）[69]
- 2月21日 - クレオサ・ステイプルズ、アメリカ合衆国のゴスペル歌手、元ステイプル・シンガーズメンバー（* 1934年）[70]
- 2月21日 - アレクセイ・ゲルマン、ロシアの映画監督（* 1938年）[71]
- 2月21日 - 弓哲玖、日本の歯科医（* 1958年）[72]
- 2月22日 - 小路春美、日本の報道写真家、元同盟通信カメラマン（* 1913年）[73]
- 2月22日 - ヴォルフガング・サヴァリッシュ、ドイツの指揮者（* 1923年）[74]
- 2月22日 - 2代目黒田幸子、日本の民謡歌手（* 1941年）[75]
- 2月22日 - 光本幸子、日本の女優（* 1943年）[76]
- 2月23日 - 稲垣瑞雄、日本の作家、詩人（* 1931年）[77]
- 2月23日 - 片倉もとこ、日本の民族学者、元国際日本文化研究センター所長（* 1937年）[78]
- 2月24日 - オルハン・スヨルジュ、トルコのパイロット（* 1926年）[79]
- 2月24日 - 松岡理、日本の建築学者、名古屋大学名誉教授（* 1926年?）[80]
- 2月24日 - デイヴ・チャールトン、南アフリカの元F1ドライバー（* 1936年）[81]
- 2月24日 - 尾田恭朗、日本の実業家、元富士火災海上保険社長（* 1938年?）[82]
- 2月24日 - 前田政明、日本の政治家、沖縄県議会議員（* 1947年）[83]
- 2月24日 - 梅本洋一、日本のコピーライター（* 1950年）[84]
- 2月25日 - チャールズ・エヴェレット・クープ（英語版）、アメリカ合衆国の小児外科医、元アメリカ合衆国公衆衛生局長官、『クープ - アメリカの家庭医の回想録』（高柳和江による日本語訳 - ISBN 9784938372224）の著者（* 1916年）[85]
- 2月25日 - 高橋武生、日本の弁護士、元福岡高等検察庁検事長、元証券取引等監視委員会委員長（* 1935年）[86]
- 2月26日 - 松島弥太郎、日本の数学者、元上武大学学長（* 1913年）[87]
- 2月26日 - マリー＝クレール・アラン、フランスのオルガニスト（* 1926年）[88]
- 2月26日 - 大塚道子、日本の舞台俳優（* 1930年）[89]
- 2月26日 - 嶋村カオル、日本の声優（* 1969年）[90]
- 2月27日（家族発表）- ステファン・エセル、フランスの作家（* 1917年）[91]
- 2月27日 - 浅井彰、日本の実業家、元森永製菓副会長（* 1928年?）[92]
- 2月27日 - ヴァン・クライバーン、アメリカ合衆国のピアニスト（* 1934年）[93]
- 2月27日 - 克美しげる、日本の歌手（* 1937年）[94]
- 2月27日 - リチャード・ストリート（英語版）、アメリカ合衆国のソウル歌手、テンプテーションズ元メンバー（* 1942年）[95]
- 2月27日 - ラモン・デッカー、オランダのキックボクサー（* 1969年）[96]
- 2月28日 - アルマンド・トロヴァヨーリ、イタリアの作曲家（* 1917年）[97]
- 2月28日 - 広江弌、日本の政治家、元鳥取県議会議長（* 1932年）[98]
- 2月28日 - 塚田勧、日本の実業家、元アサヒビール副社長（* 1938年?）[99]
- 2月28日 - 小関英吾、日本のモトクロスレーサー（* 1978年）[100]